# Toerisme in België

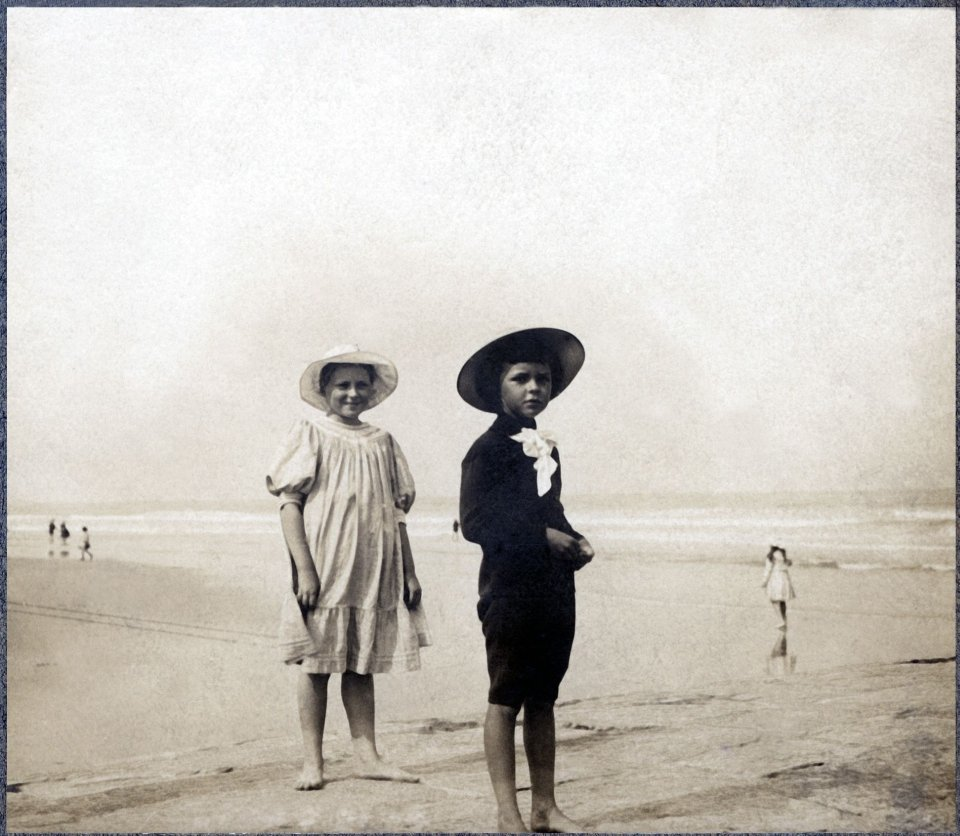
Het strand van Knokke-Heist in 1917

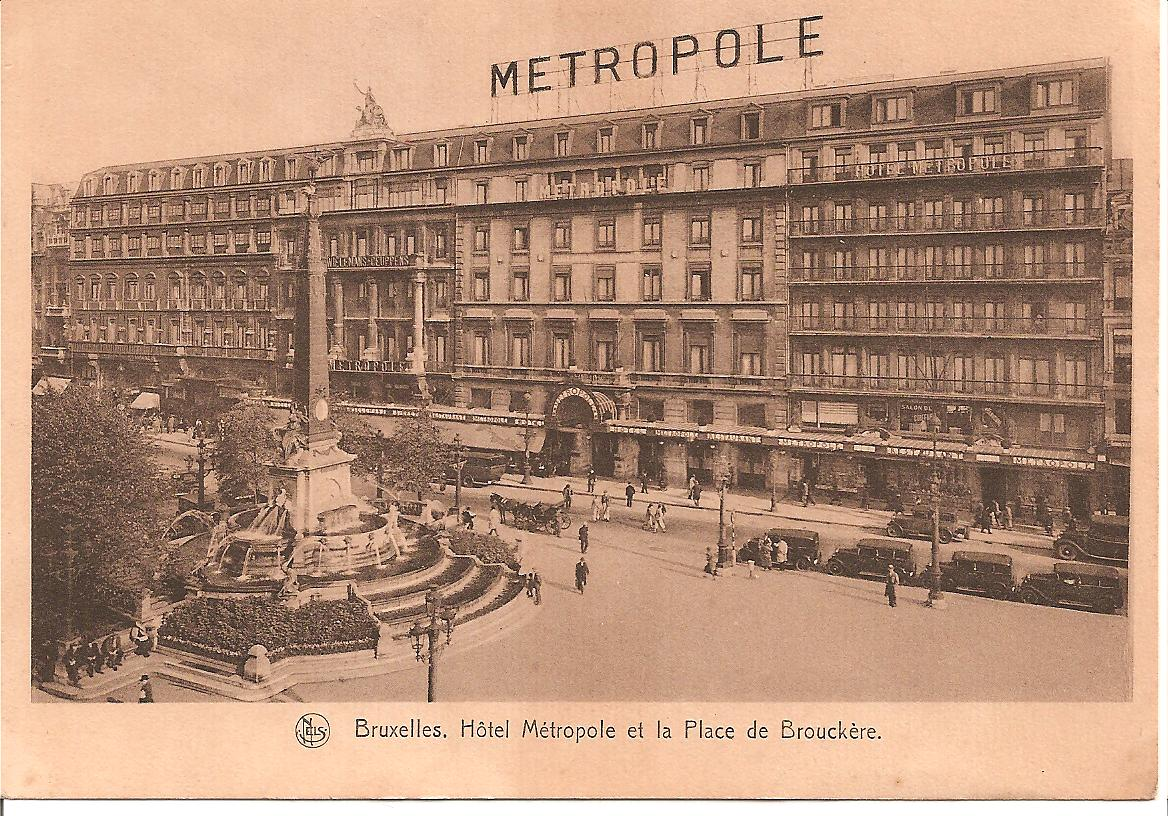
Hotel Metropole in Brussel, ca. 1920

Het toerisme in België is een vorm van vrijetijdsbesteding in België en een belangrijke sector van de Belgische economie. België wordt vooral bezocht door toeristen uit de buurlanden Nederland, Frankrijk, Duitsland en Luxemburg, hoewel ook steeds meer bezoekers uit verderweggelegen landen tijdens een Europareis enkele dagen in België doorbrengen. Ook de Belgen houden vaak vakantie in eigen land, waarbij een weekje aan de Belgische kust, een weekeindje in de Ardennen of een dagje naar een van de historische steden tot de favorieten behoren.
In 2015 werd het land bezocht door 8,033 miljoen toeristen.

## Geschiedenis
Het toerisme in België kwam al vrij vroeg tot ontwikkeling in enkele plaatsen aan de kust en in de Ardennen. Spa en Chaudfontaine waren al in de 18e eeuw bekende kuuroorden, waar zich gekroonde hoofden, oude Europese adel, rijkgeworden kooplieden en fabrikanten, officieren en kanunniken, mengden met elegante vrouwen, avonturiers (Casanova bijvoorbeeld), gokverslaafden en ingebeelde zieken. In Spa verrees in 1774 het eerste casinogebouw van Europa. De kunststeden trokken vanaf de 17e eeuw Fransen, Nederlanders en Engelsen aan.
Aan de kust kwam het badtoerisme vanaf het midden van de 19e eeuw tot ontwikkeling, eerst in Oostende en Blankenberge, dan in nieuw ontwikkelde badplaatsen als Knokke, Westende en De Haan. Dankzij zijn rijkdom en de ferryverbindingen met Engeland was België na het Verenigd Koninkrijk het tweede land waar het kusttoerisme op gang kwam. Brugge werd al in de 19e eeuw bezocht door liefhebbers van historisch stedenschoon, vooral na het verschijnen van de roman Bruges-la-Morte van Georges Rodenbach.
De verplichte zondagsrust vanaf 1905 en het betaald verlof vanaf 1936 zwengelden het binnenlandse toerisme aan. De echte doorbraak kwam er in de Trente Glorieuses na de Tweede Wereldoorlog.

## Brussel
Brussel is een drukke toeristische stad die bekendstaat vanwege haar vele monumentale gebouwen, parken, musea, theaters, winkels en restaurants. Belangrijke bezienswaardigheden zijn Manneken Pis, de Grote Markt, de koninklijke paleizen, een groot aantal art-nouveau- en art-deco-panden (o.a. van Victor Horta) en het Atomium. Brussel trekt als hoofdkwartier van een groot aantal internationale bedrijven en als zetel van de EU en de NAVO tevens veel zakelijke toeristen aan.

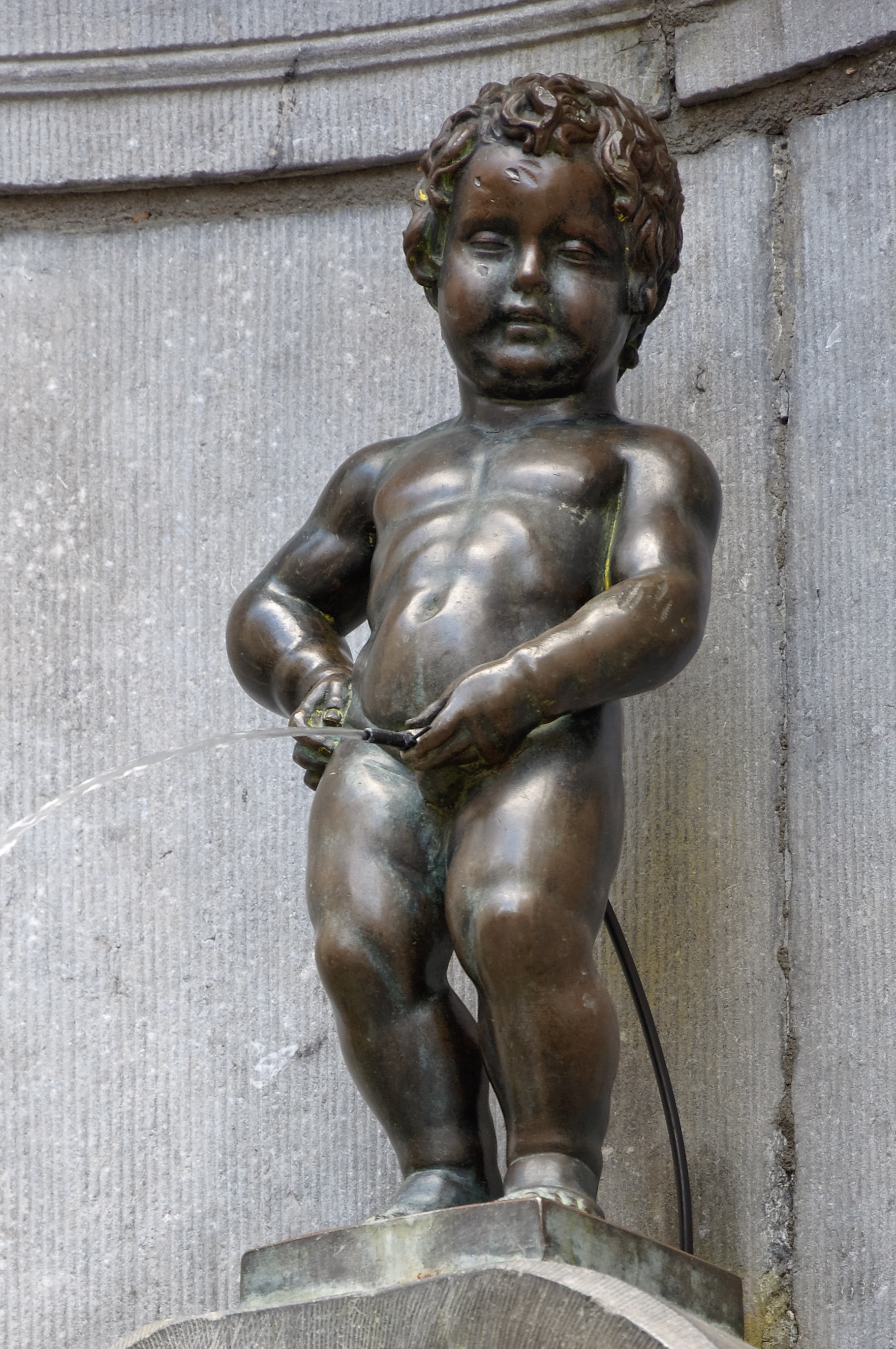
Manneken Pis
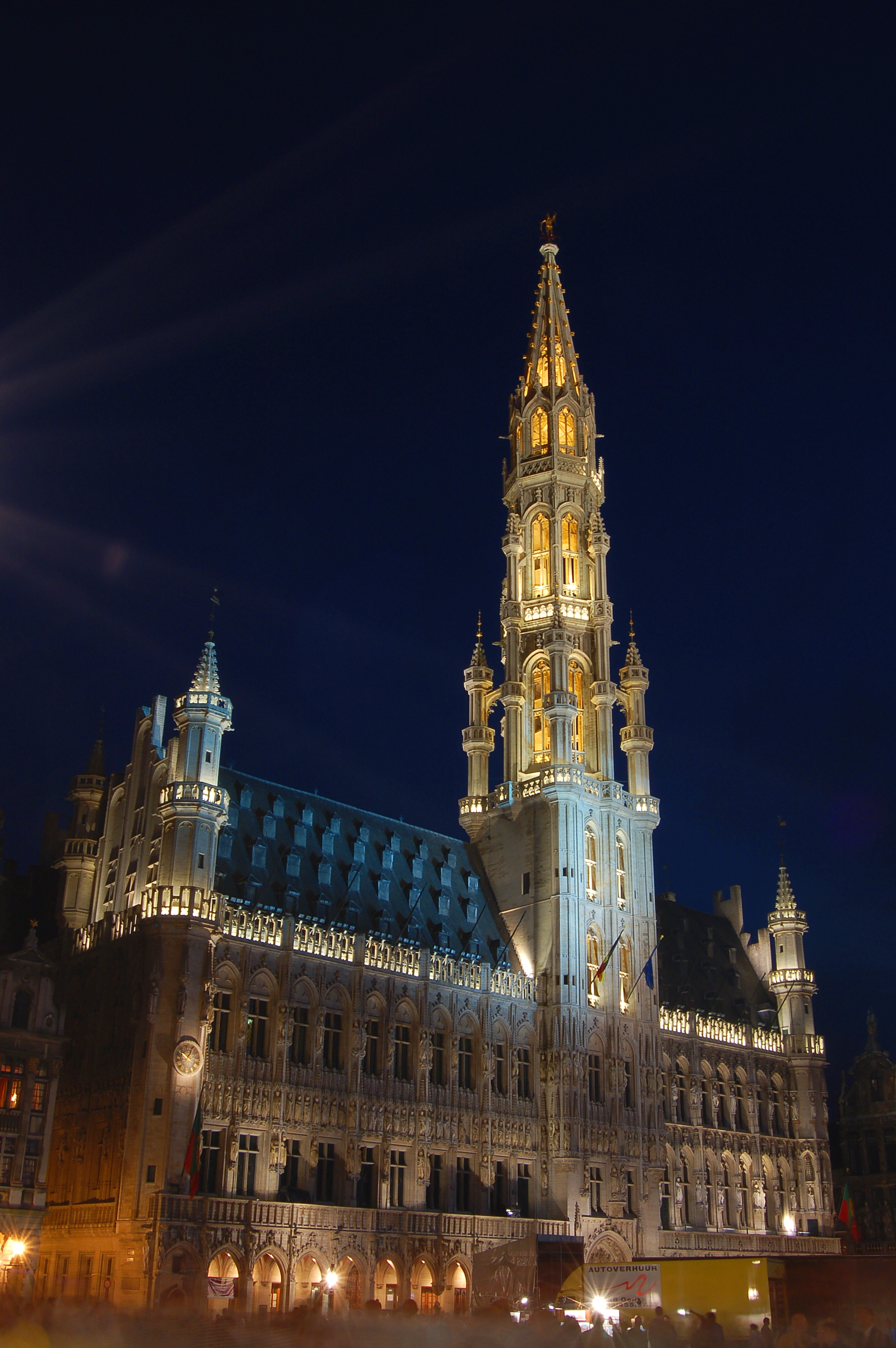
Stadhuis van Brussel
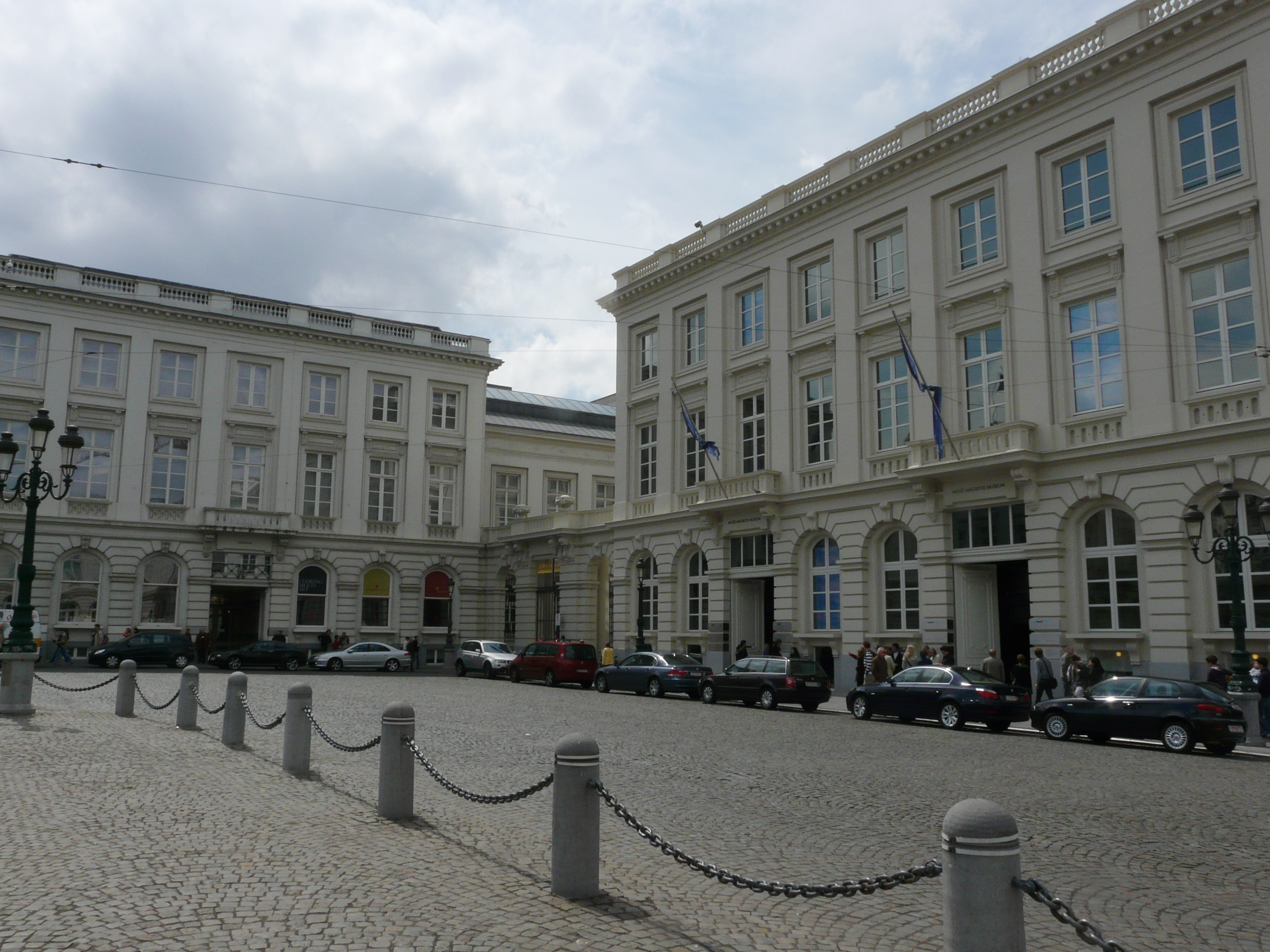
Magritte Museum
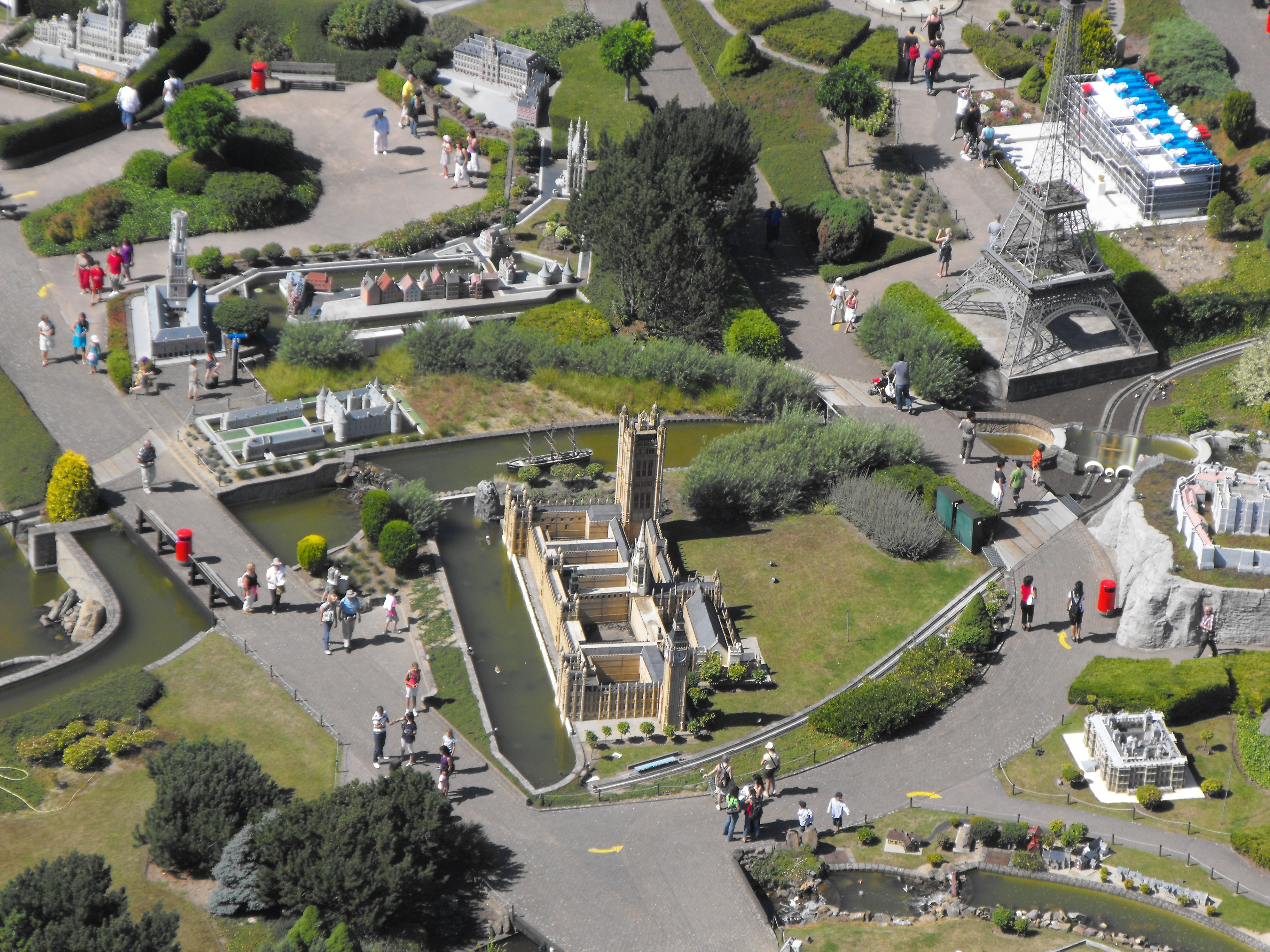
Mini-Europa vanaf Atomium

## Vlaanderen
Vlaanderen wordt vooral bezocht om zijn historische steden zoals Brugge, Gent, Kortrijk, Leuven, Mechelen en Antwerpen. Genoemde plaatsen, vooral de grotere, zijn tevens in trek om te winkelen of uit te gaan. De streek rond Ieper met haar grote oorlogskerkhoven is een centrum van oorlogstoerisme. De Belgische kust is een populaire vakantiebestemming die bekendstaat om haar zandstranden, wandelboulevards en -pieren. Bekende badplaatsen zijn Knokke, Oostende, Blankenberge, Nieuwpoort en De Haan. Het Belgische Maasland is door de grindwinning een belangrijk waterrecreatiegebied geworden. De provincie Limburg staat tevens bekend als fietsprovincie vanwege het uitgebreide fietsnetwerk. Toerisme Vlaanderen is een organisatie die zich in de belangrijkste toeristenplaatsen in Vlaanderen bezighoudt met informatievoorziening aan toeristen.

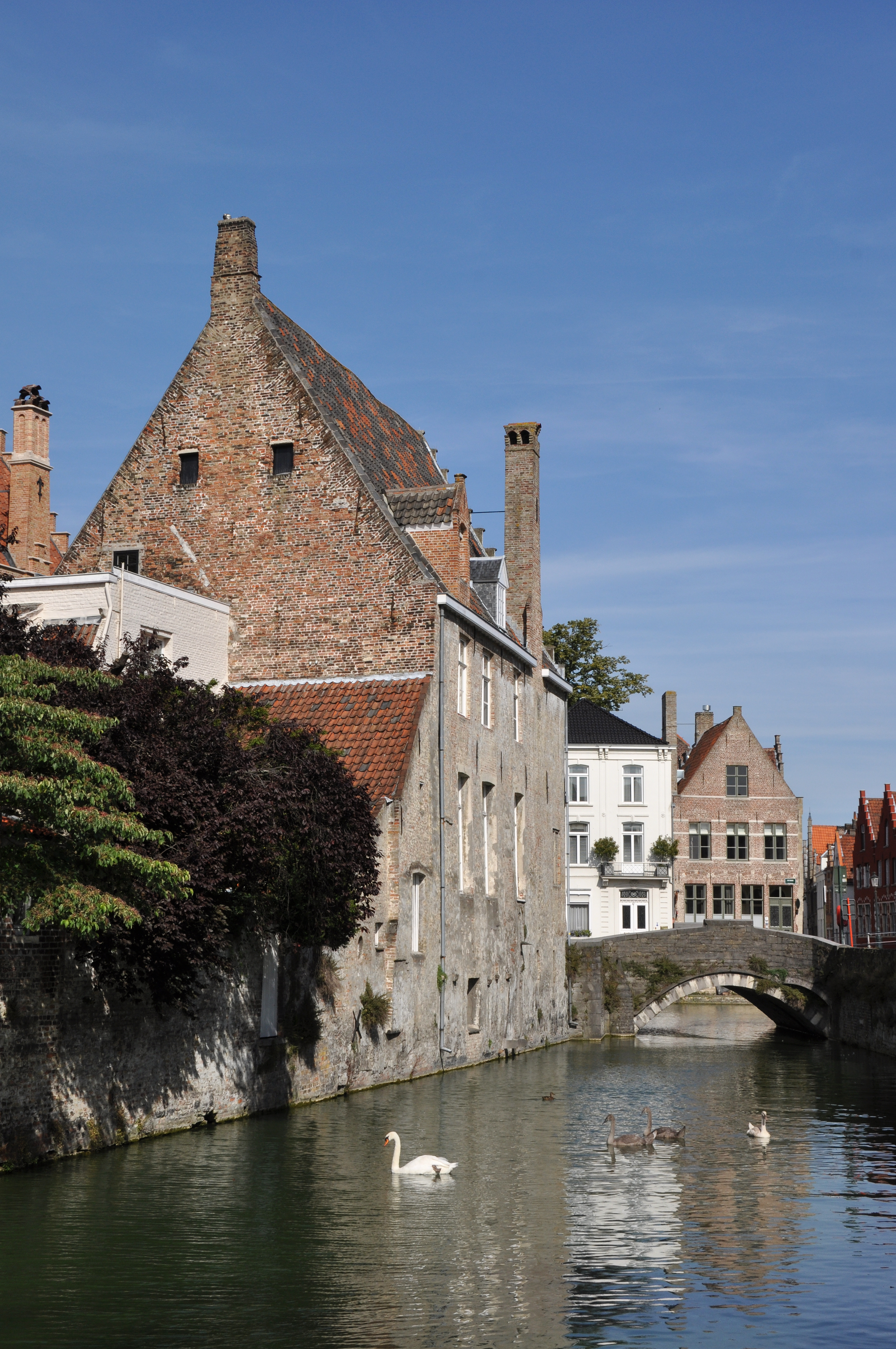
Brugse reien
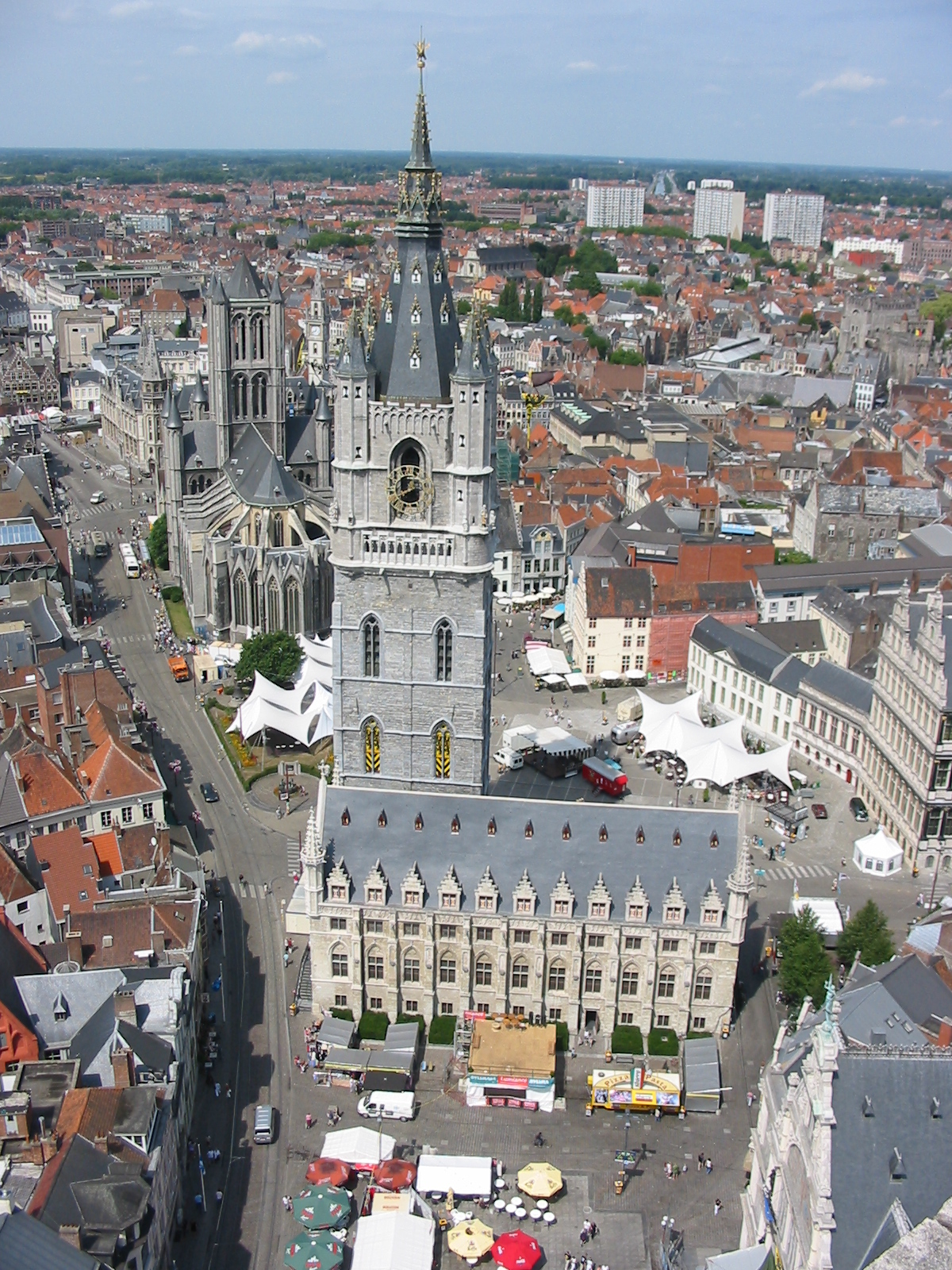
Gents Belfort
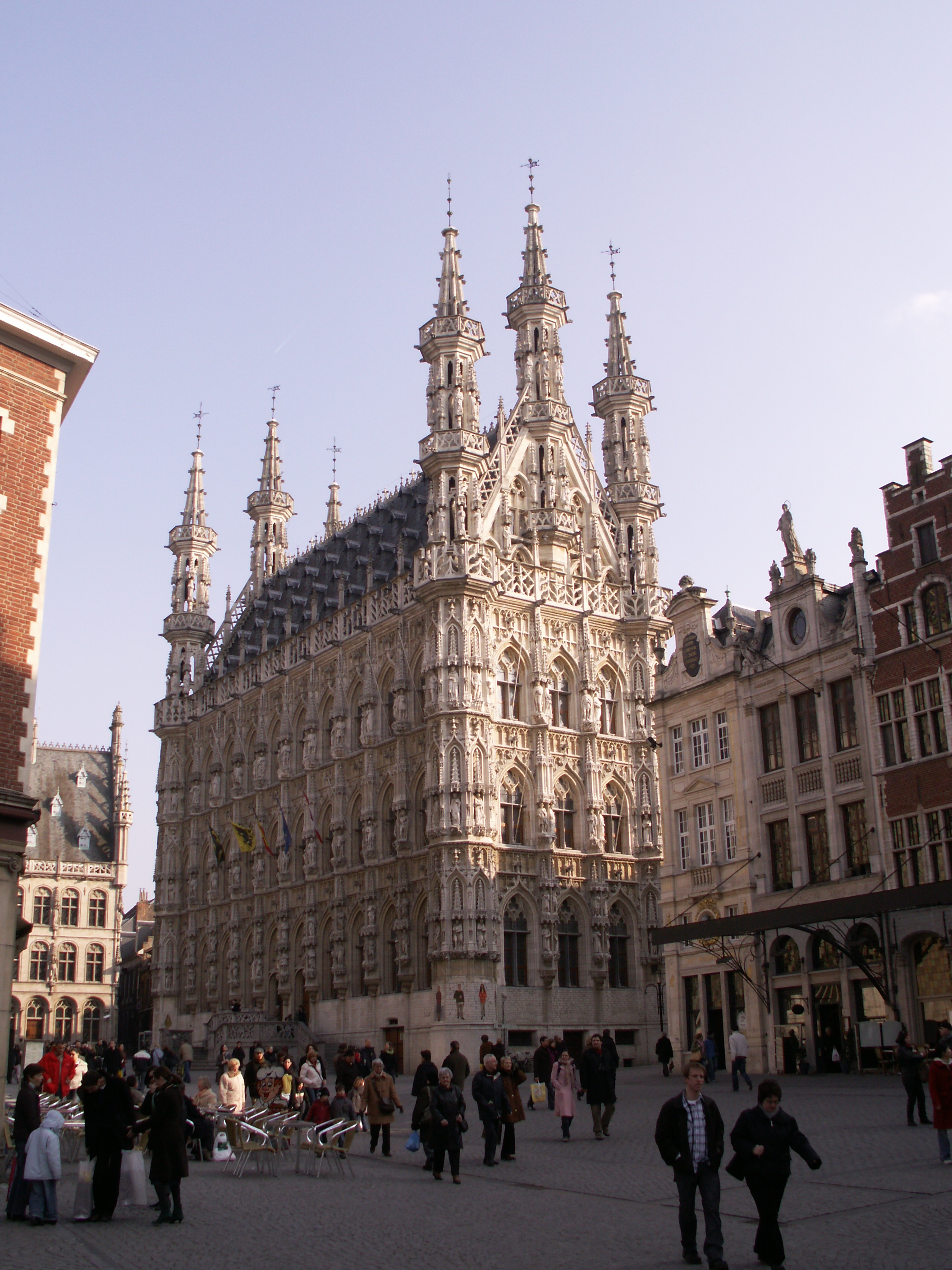
Stadhuis van Leuven
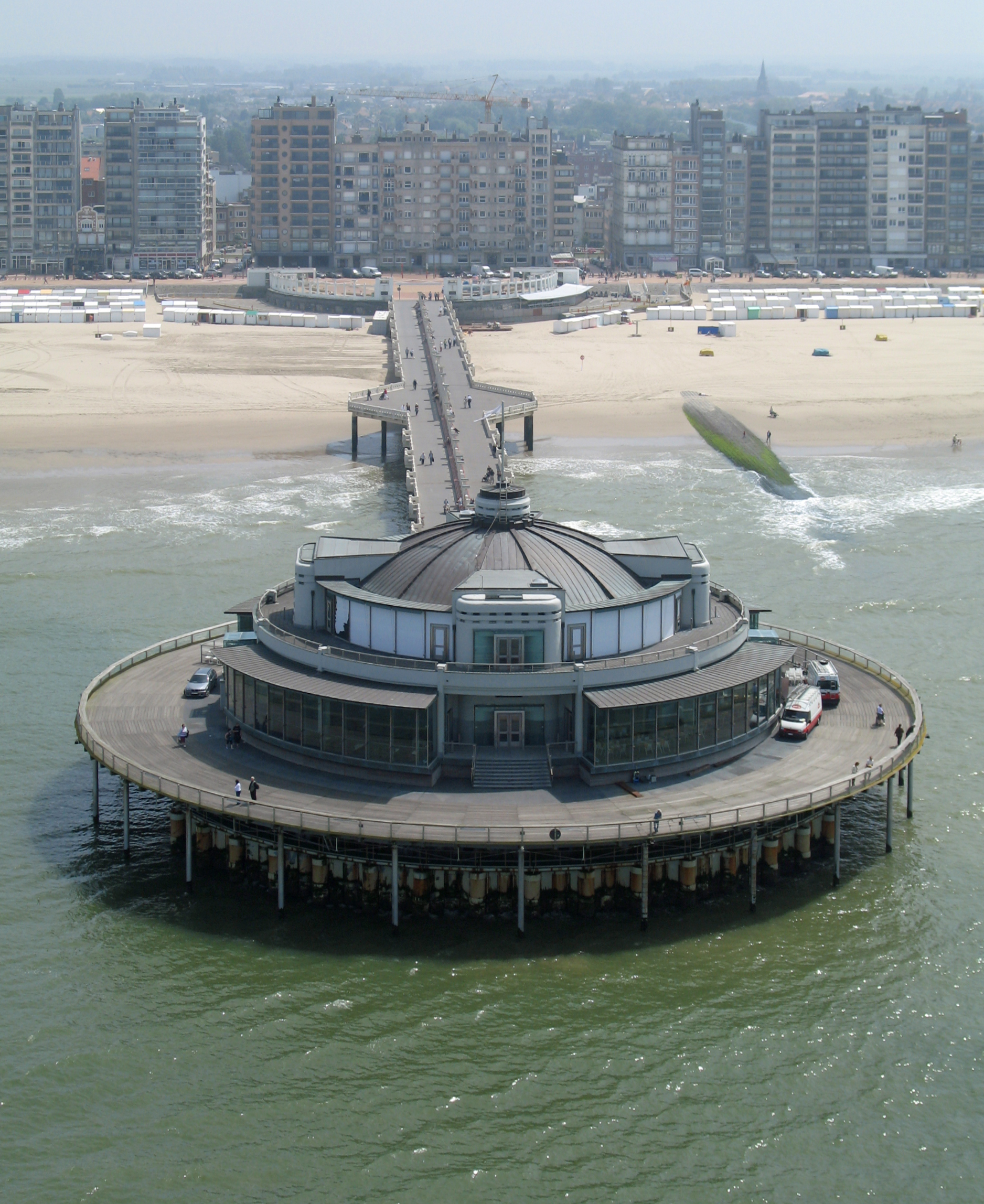
Pier van Blankenberge

## Wallonië
Wallonië is voor veel mensen een aantrekkelijke vakantieregio vanwege het natuurschoon, de vele pittoreske dorpen en stadjes en een groot aantal monumentale kastelen, boerderijen en abdijen. Vooral de Ardennen zijn in trek om te wandelen, fietsen, survivaltochten te houden en - in de winter - te skiën of langlaufen. Spa en Chaudfontaine zijn al eeuwenlang aantrekkelijke kuuroorden. Bekend zijn ook de druipsteengrotten van Han en Remouchamps.

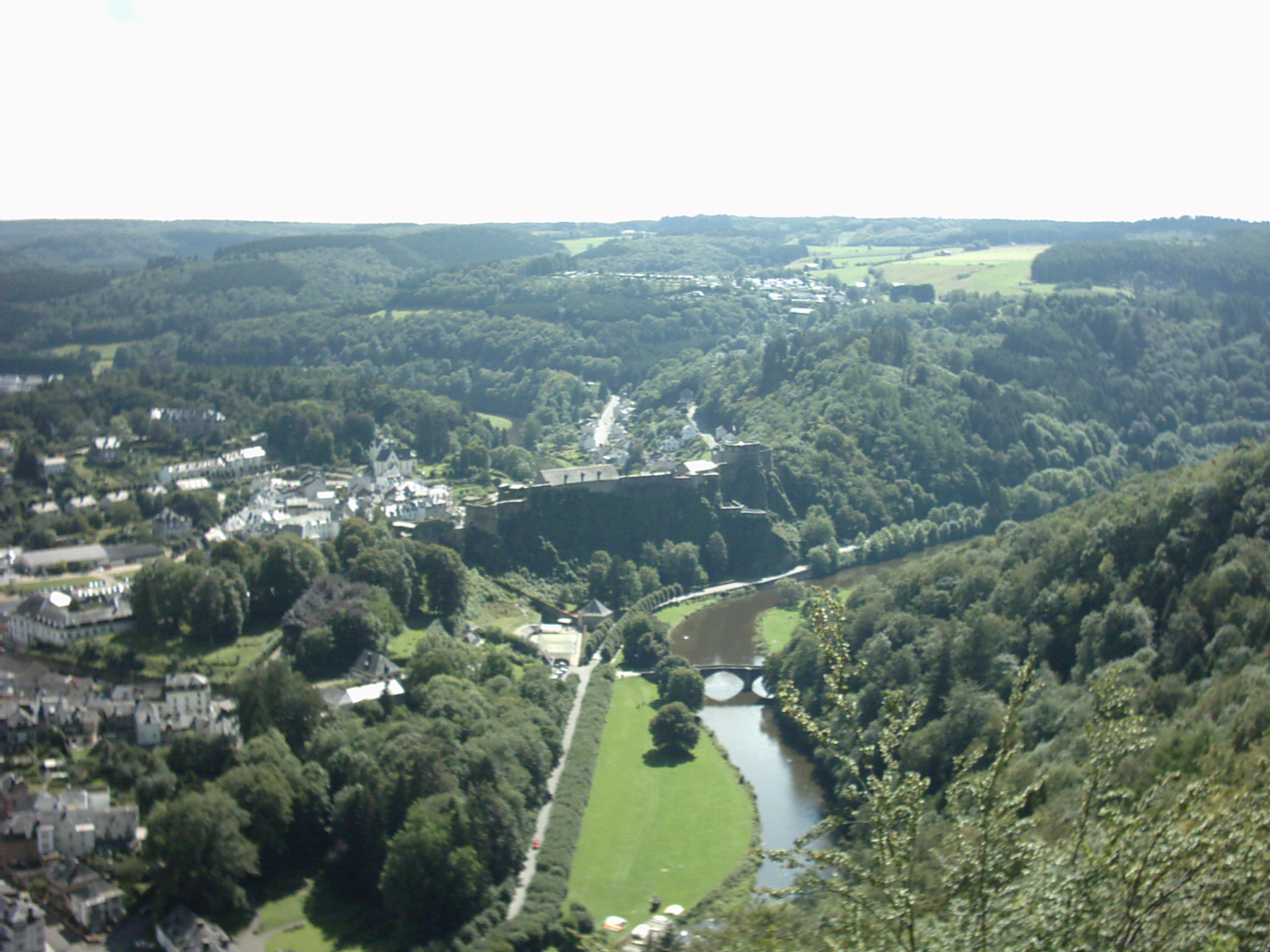
Bouillon (Ardennen)
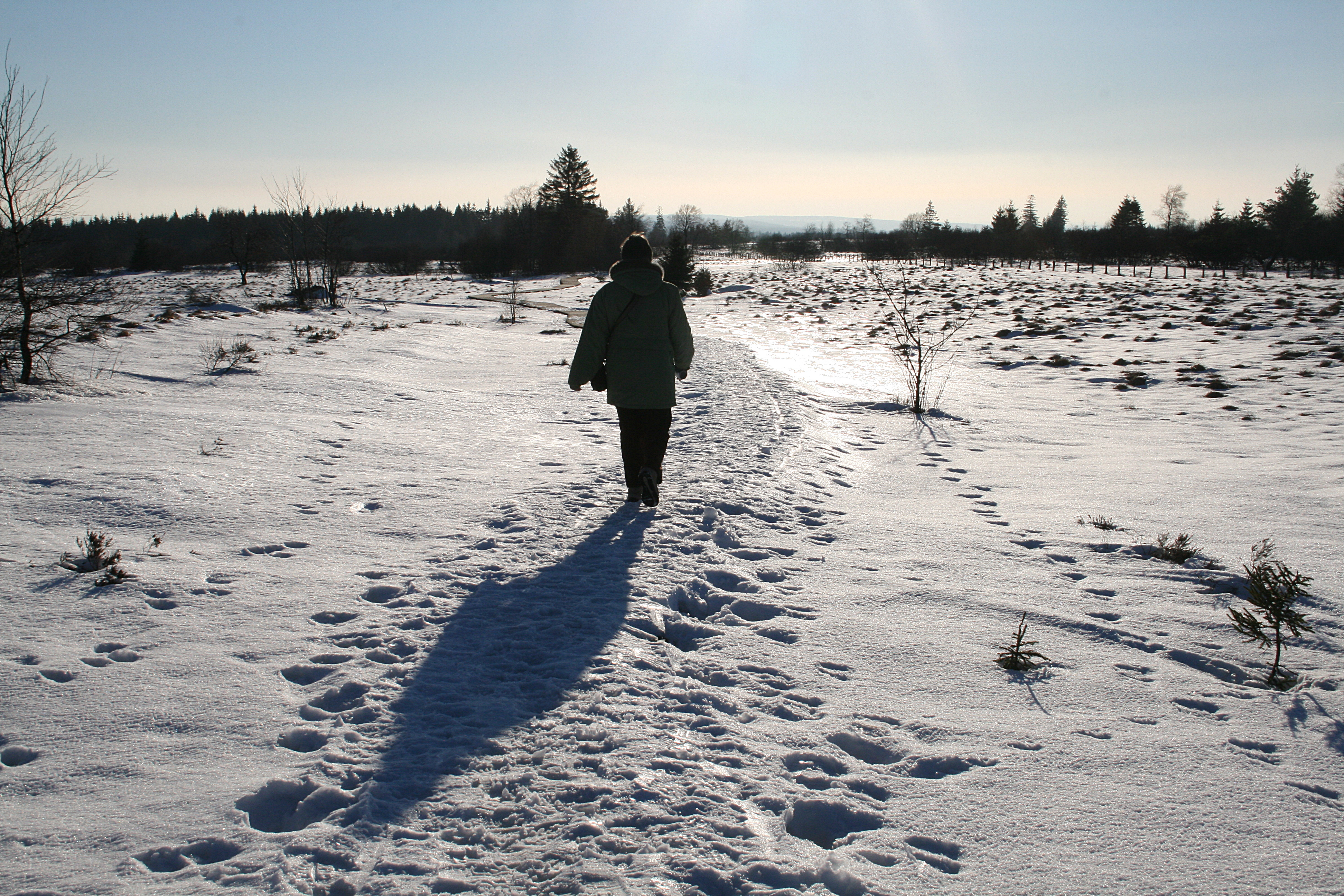
Hoge Venen
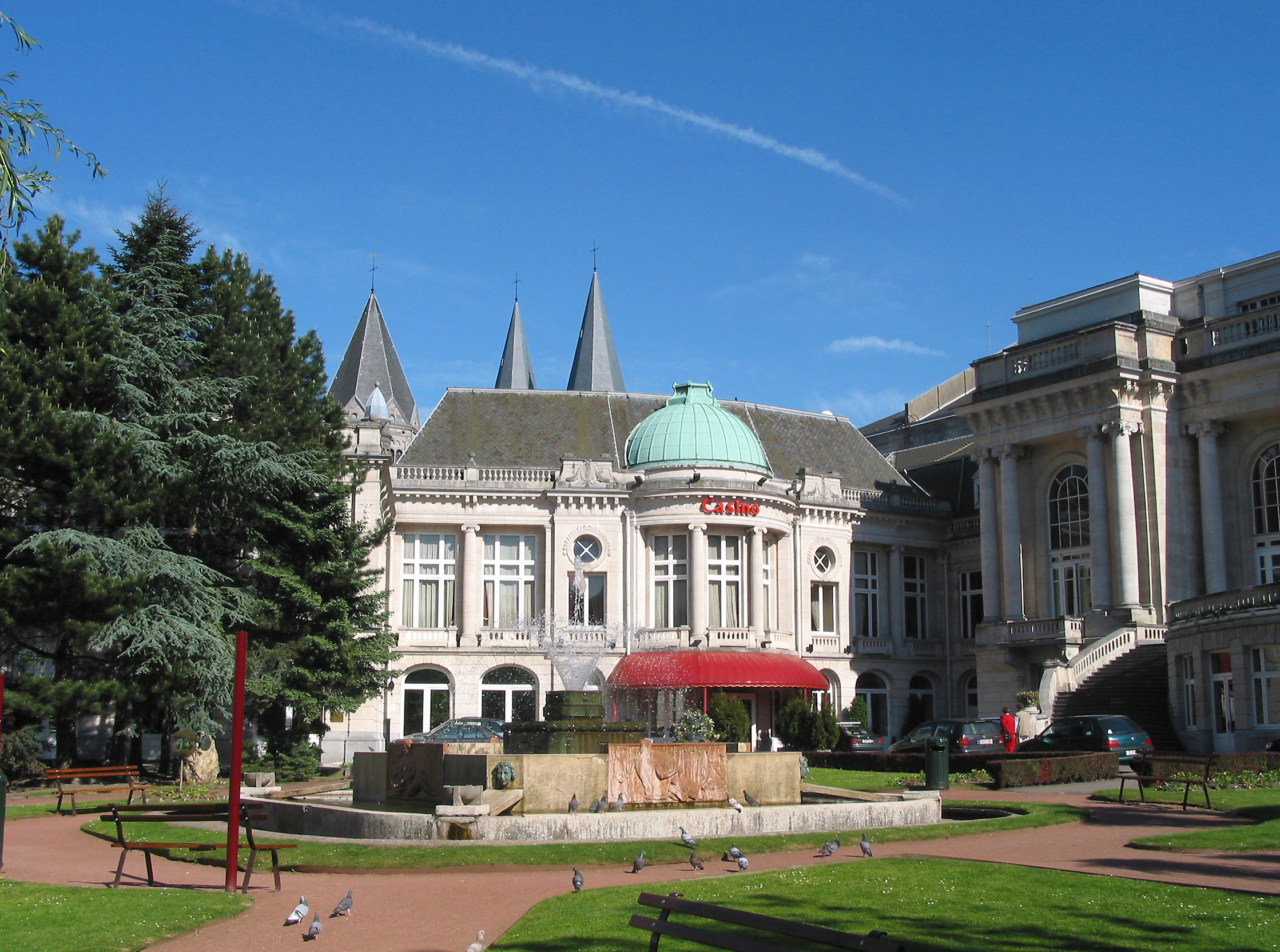
Casino van Spa
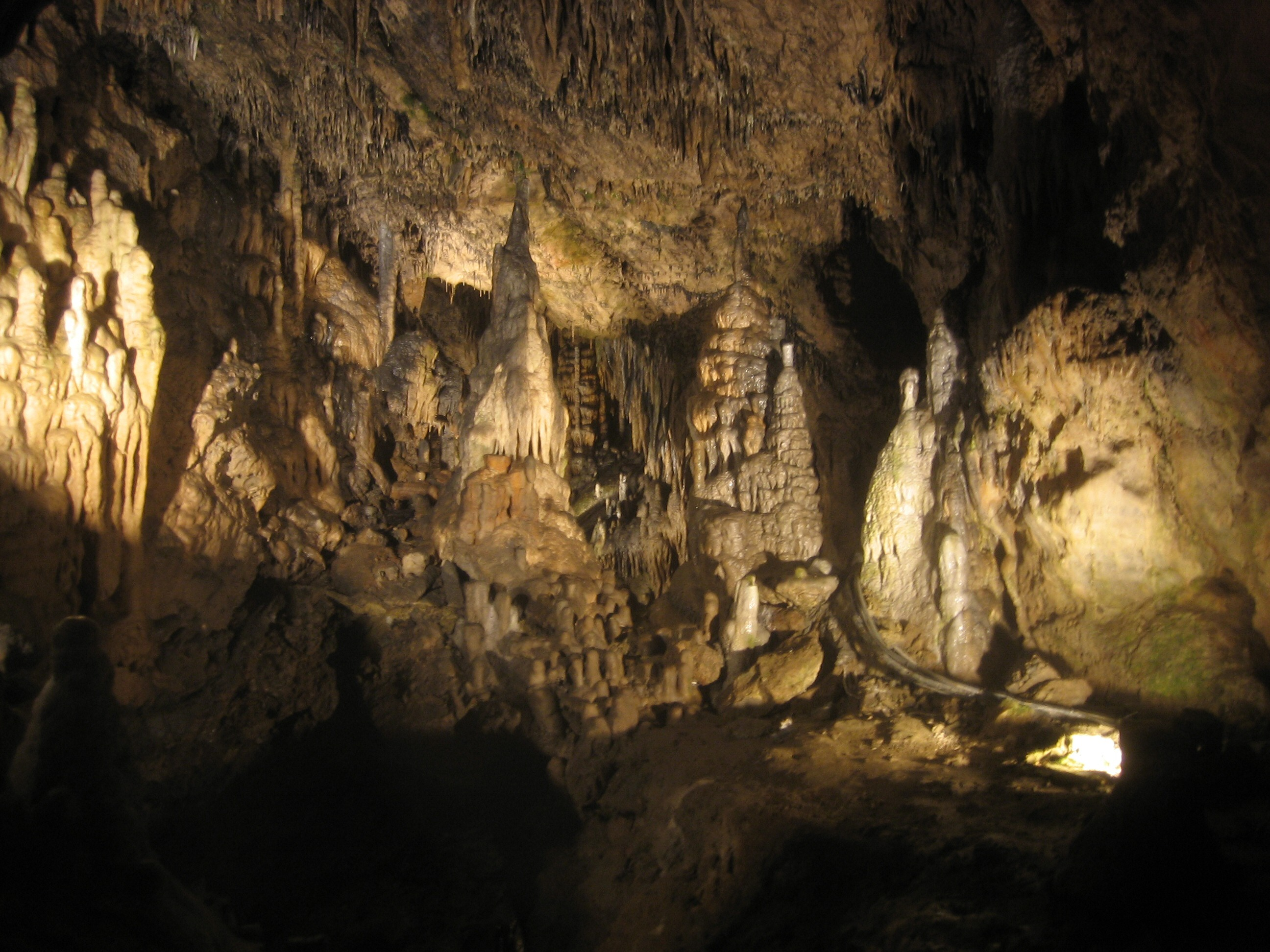
Grotten van Han